# Eugenia laxa
Eugenia laxa är en myrtenväxtart som beskrevs av Dc.. Eugenia laxa ingår i släktet Eugenia och familjen myrtenväxter. Inga underarter finns listade i Catalogue of Life.